# Castelletto d'Erro
Castelletto d'Erro (Castlèt d'Er in piemontese) è un comune italiano di 128 abitanti della provincia di Alessandria in Piemonte.

## Storia

### Simboli
Lo stemma comunale, non ancora ufficialmente concesso, si può blasonare:
La torre è quella, ancora esistente, del castello eretto nel XIII secolo per il controllo della sottostante Via Aemilia Scauri.
Il gonfalone è un drappo di azzurro.

## Società

### Evoluzione demografica
Negli ultimi cento anni, a partire dal 1921, il comune ha perso più di tre quarti della popolazione.
Abitanti censiti

## Amministrazione
Di seguito è presentata una tabella relativa alle amministrazioni che si sono succedute in questo comune.
| Periodo           | Periodo        | Primo cittadino           | Partito                                     | Carica  | Note  |
| ----------------- | -------------- | ------------------------- | ------------------------------------------- | ------- | ----- |
| 23 giugno 1985    | 15 maggio 1990 | Domenico Giovanni Dappino | lista civica                                | Sindaco | [ 6 ] |
| 15 maggio 1990    | 24 aprile 1995 | Piercarlo Dappino         | lista civica                                | Sindaco | [ 6 ] |
| 24 aprile 1995    | 14 giugno 1999 | Piercarlo Dappino         | sinistra                                    | Sindaco | [ 6 ] |
| 14 giugno 1999    | 14 giugno 2004 | Piercarlo Dappino         | lista civica                                | Sindaco | [ 6 ] |
| 14 giugno 2004    | 8 giugno 2009  | Piercarlo Galeazzo        | lista civica                                | Sindaco | [ 6 ] |
| 8 giugno 2009     | 26 maggio 2014 | Piercarlo Dappino         | lista civica                                | Sindaco | [ 6 ] |
| 26 maggio 2014    | 27 maggio 2019 | Giuseppe Panaro           | lista civica Insieme per Castelletto d'Erro | Sindaco | [ 6 ] |
| 27 maggio 2019    | 12 aprile 2020 | Giuseppe Panaro           | lista civica Insieme per Castelletto d'Erro | Sindaco | [ 6 ] |
| 21 settembre 2020 | in carica      | Anselmo Carlo Levo        | lista civica Insieme per Castelletto d'Erro | Sindaco | [ 6 ] |

### Altre informazioni amministrative
Il comune faceva parte della Comunità Montana Suol d'Aleramo.

## Galleria d'immagini

### La torre

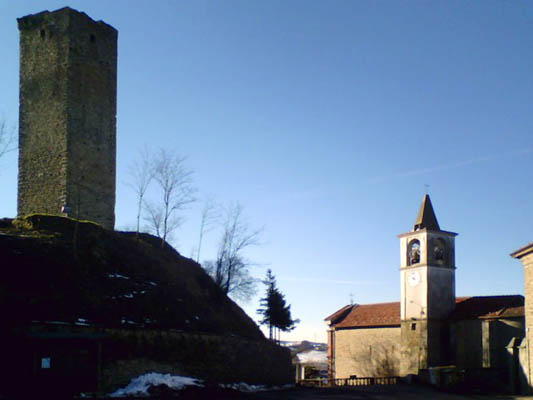
Torre e chiesa di Castelletto d'Erro (2008)